# Unicapital
A Unicapital é um Centro Universitário situado na Mooca, fundada em 1969 como Faculdade Pais de Barros pelos professores Fausto Corigliano e Túlio Vicente Barbato. Em 1970 o Ministério da Educação (MEC) autorizou a abertura do seu primeiro curso, de Administração de empresas, através do Decreto 66479. Posteriormente, a Pais de Barros conseguiu autorização do MEC através do decreto 70317/1972 para seu segundo curso, de Estatística, e inaugurou suas novas instalações e um centro de pesquisas em 23 de novembro de 1973. Em 1982 a Pais de Barros alterou seu nome para Faculdades Capital e ampliou os cursos oferecidos com Estudos Sociais, Letras, Pedagogia e Turismo.
O crescimento da Capital obrigou seus proprietários a pleitearem ao Conselho Federal de Educação (CFE) em 1991 a transformação das faculdades em Centro Universitário Capital. Com a extinção do CFE, o processo foi autorizado pelo MEC apenas em 1999, sendo que durante a década foi aprovada a abertura do curso de Direito.
Após entrar em crise financeira, a Unicapital foi vendida em 2013 para a União das Instituições Educacionais de São Paulo.

## Cursos
- Prédio que serviu de sede da Unicapital até o ano de 2013. Atualmente, um campus da Uniesp/Universidade Brasil.Administração de empresas
- Ciências Atuariais
- Ciências Contábeis

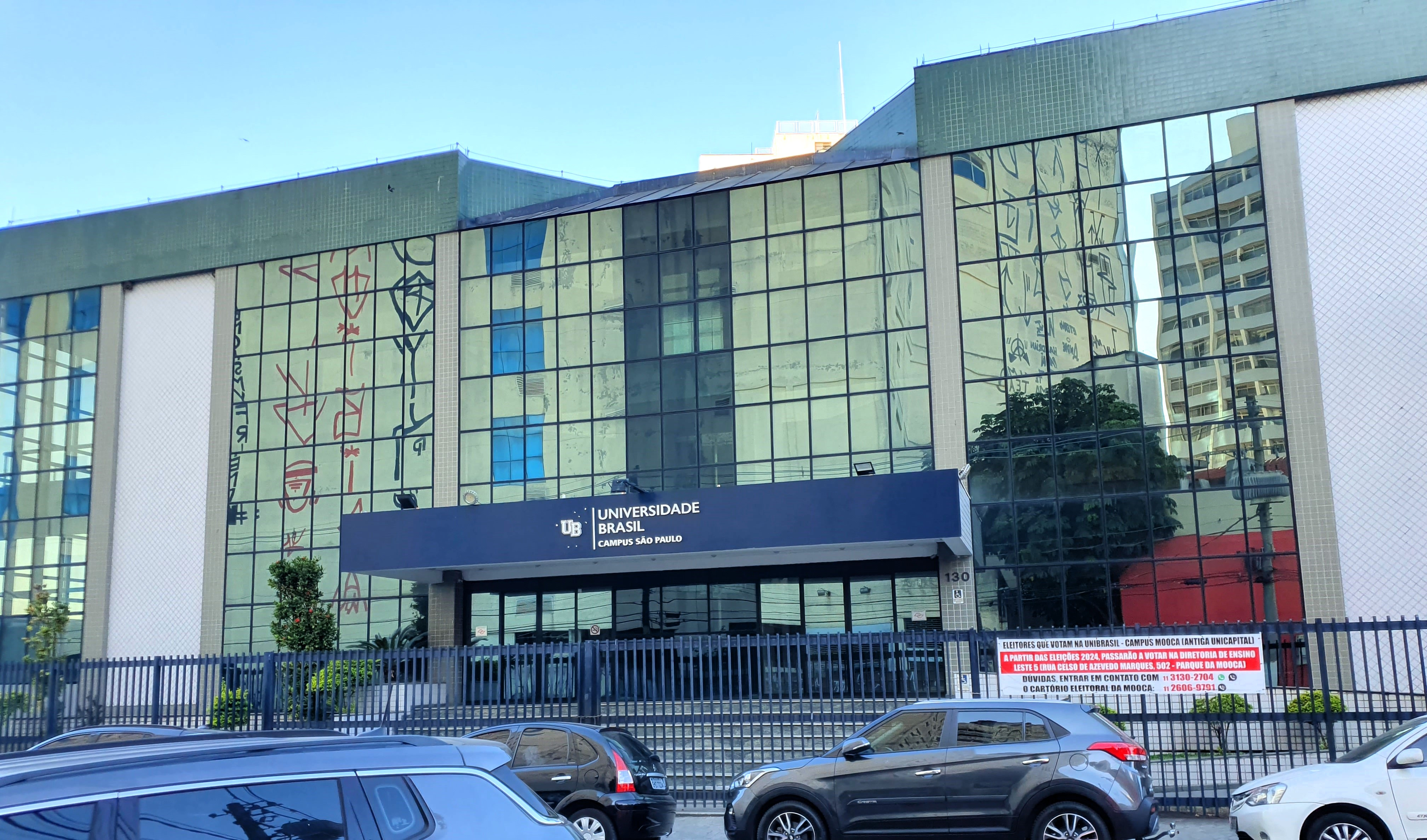
Prédio que serviu de sede da Unicapital até o ano de 2013. Atualmente, um campus da Uniesp/Universidade Brasil.

- Tecnologia em Automação Industrial
- Direito
- Engenharia de Telecomunicações
- Estatística
- Fisioterapia
- Hotelaria
- Informática: Sistemas de Informação
- Letras
- Pedagogia
- Psicologia
- Publicidade Propaganda e Marketing
- Relações internacionais
- Turismo
- Tecnologia em Gestão de Recursos Humanos
- Logística